# 亞馬遜球體
亞馬遜球體（英語：Amazon Spheres）是位於亞馬遜公司美國西雅圖總部園區內的三個球形溫室，球體由NBBJ建築事務所及景觀公司Site Workshop設計的五角六十面體玻璃帷幕所覆蓋，作為員工休息室和辦公區使用。球體高度從3層到4層樓不等，裡面設置會議室和零售商店，同時可容納約40,000株植物。球體位在亞馬遜總部的Day 1大樓下，主要提供給亞馬遜公司員工使用，除了公司使用同時也是該城市的一個旅遊景點，每周開放固定時間給公眾參觀。

## 設計
亞馬遜球體位於亞馬遜公司西雅圖總部園區內；第六（6th）和第七大道（7th Avenues）間的萊諾拉街（Lenora Street）上Day 1大樓旁。三個相崁的球體高度在80至95英尺（24至29）之間，使用超過2,600塊玻璃帷幕板和620短噸（560公噸）鋼材，並以五角六十面體的形狀配置。
中間最大的球體高四層，占地3,225平方英尺（299.6平方），內設有會議室、食堂和浴室，可容納800人。而該建築內種有25,000株植物，其中包括來自亞洲的食肉植物，樓梯間的牆壁則被綠色植生牆覆蓋。
自亞馬遜球體完工以後，已成為西雅圖丹尼三角地區的地標和旅遊勝地，該建築也常被媒體稱為「貝佐斯的球（Bezos' balls）」。球體因受到親生命性設計影響，將自然景觀融入建築環境中。

## 植物

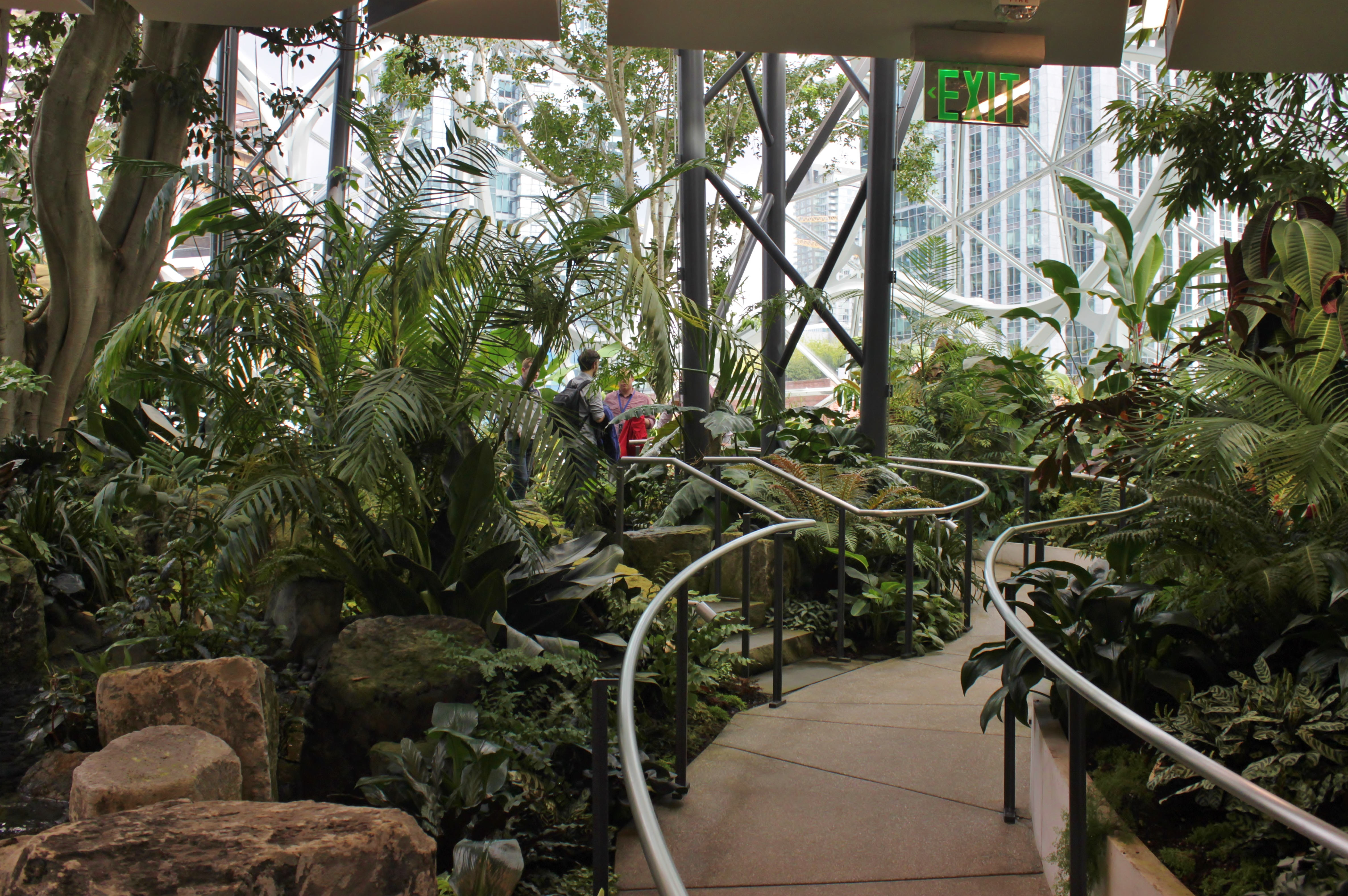
亞馬遜球體內的植物群

亞馬遜球體內種有40,000株熱帶和副熱帶植物，分別來自50多個國家和地區，西側球體及東側球體被分為舊世界及新世界，舊世界區植物主要來自非洲、東南亞等地區；新世界區植物則主要來自中美及南美洲。日間，球體內會保持在溫度72 °F（22 °C）、濕度60％；夜間則保持在溫度55 °F（13 °C）、濕度85％下，為植物製造合適的環境。亞馬遜公司雇用了專職園藝師在3年內於雷德蒙德的一間溫室中栽種要移往球體內的植物，並在2016年華盛頓大學翻新校舍時將溫室捐贈給該校。植物群40－50棵樹木中，最大的是一棵高55-英尺（17-）、重36,000英磅（16,000）的鏽葉榕，暱稱「Rubi」，於2017年6月由起重機吊往球體。
2018年10月，一棵名為「Morticia」的巨花魔芋盛開了48小時，亞馬遜公司在限定時間內開放給公眾，吸引5,000名遊客前往球體參觀；另一株相同品種的魔芋「Bellatrix」也於2019年6月開花，球體的園藝經理賈斯汀·施羅德（Justin Schroeder）表示該種魔芋通常7－10年開花一次，每次僅綻放48小時。

## 歷史

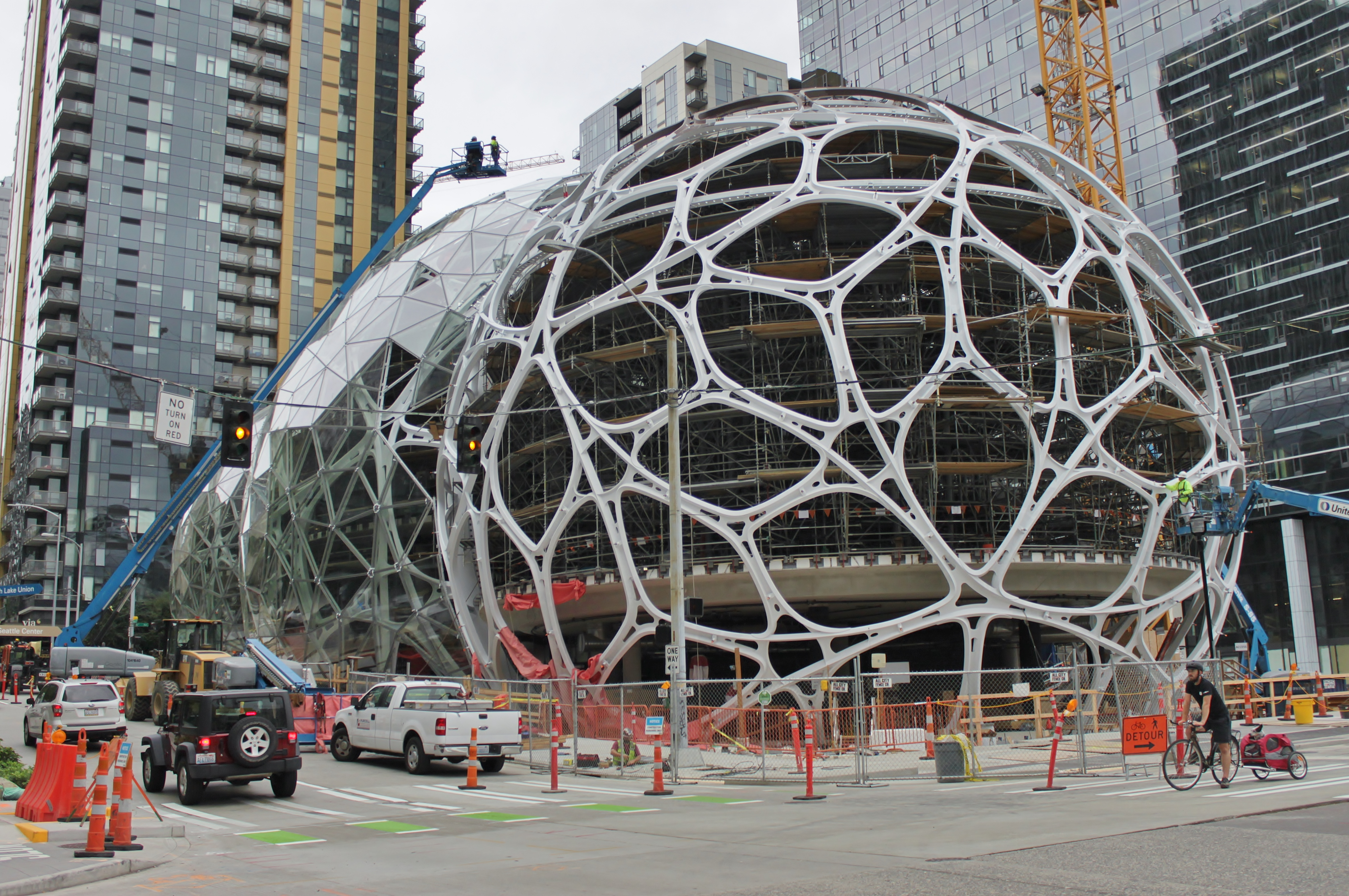
施工中的球體，攝於2016年8月

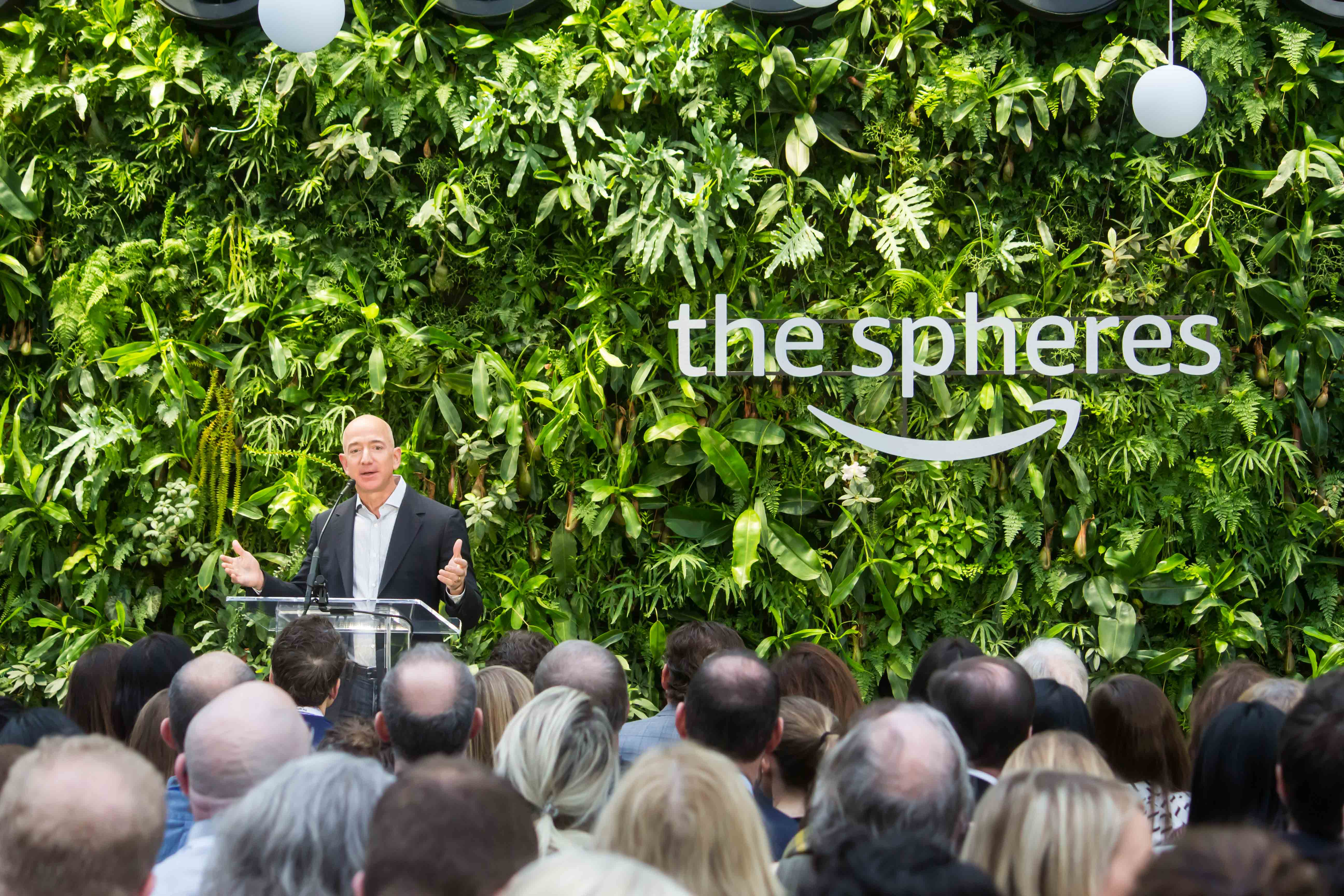
傑佛瑞·貝佐斯主持亞馬遜球體的落成典禮

亞馬遜公司於2010年代初開始在西雅圖規劃一座大型總部園區，於2012年在丹尼三角地區購入三個街區。而亞馬遜球體的原始設計中包括一棟6層樓建築，室內設有彈性的工作空間和會議室，之後設計才被修改為球形溫室。負責設計和營造的NBBJ建築事務所將修該改後的設計圖於2013年5月公布，但西雅圖市的設計審查委員會對該計畫的評價褒貶不一，該設計雖然被譽為一個大膽的想法，但由於缺乏雨水防護、公共通道以及需要大量能源維持室內環境而受到批評。同年8月，NBBJ發表新的設計，將支撐玻璃帷幕的鋼架結構修改成「加泰隆尼亞球體」（Catalan spheres）的有機形式，西雅圖市設計審查委員會對建築設計的基礎結構進行微調後，於2013年10月批准該項計畫。
球體於2015年正式動工，第一批鋼架結構於2016年2月搭建完成並漆上白色，同年4月開始安裝玻璃帷幕。第一批植物澳大利亞桫欏於2017年5月從雷德蒙德的溫室中被移往球體種植。
2018年1月29日，亞馬遜公司創辦人傑佛瑞·貝佐斯、西雅圖市長珍妮·杜肯、金郡郡長道·康斯坦丁及華盛頓州州長傑伊·英斯利為球體舉行落成典禮，總工程共耗資40億美元。貝佐斯使用亞馬遜公司開發的智能助理Amazon Alexa的語音功能正式啟用球體，於次日向亞馬遜員工開放。同時在球體地下室還有一個名為「Understory」的公共展覽，公眾可透過每周一次的亞馬遜總部園區導覽和每周兩次的周末預約計畫參觀。

## 圖片

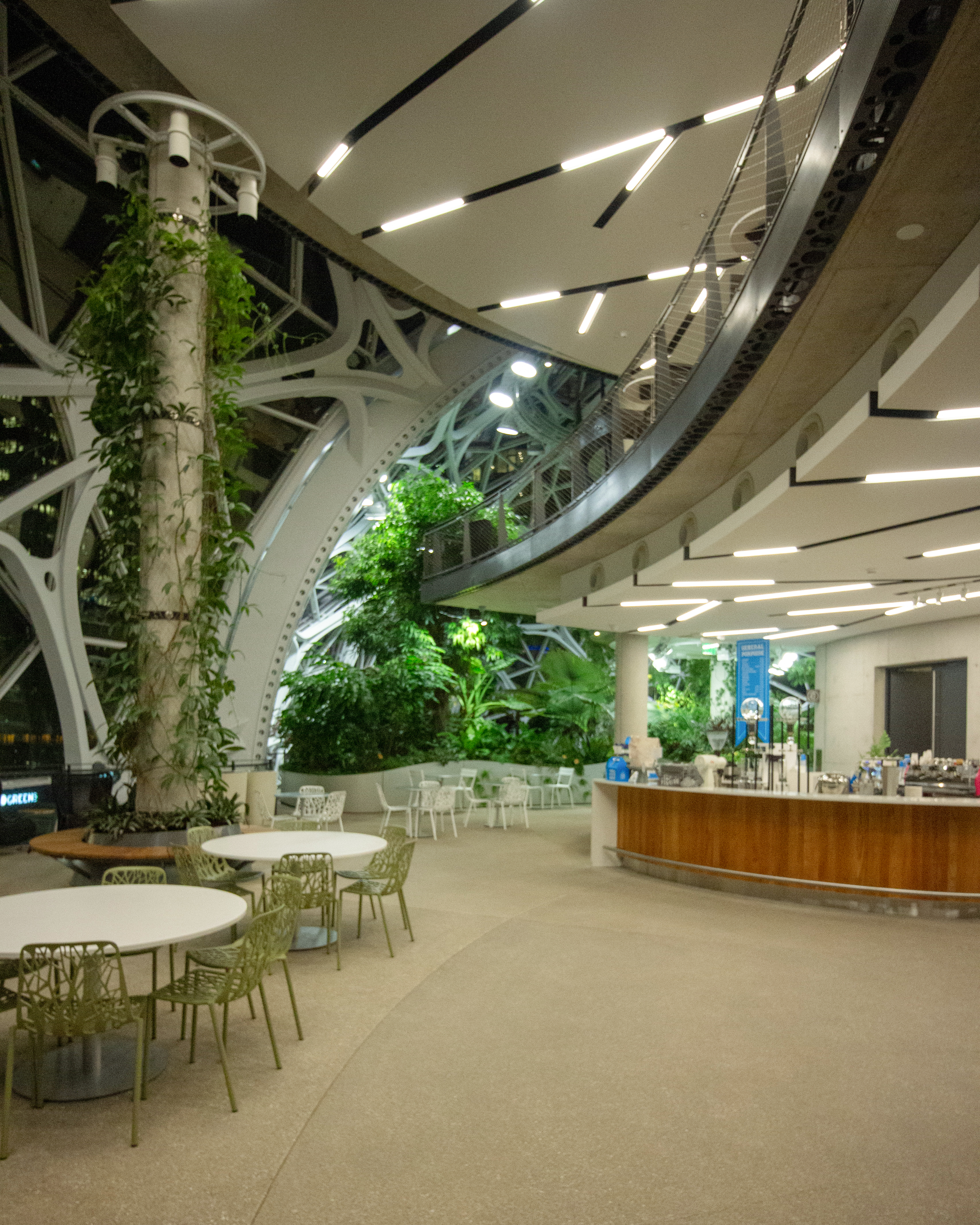
中央球體的公共空間和咖啡店
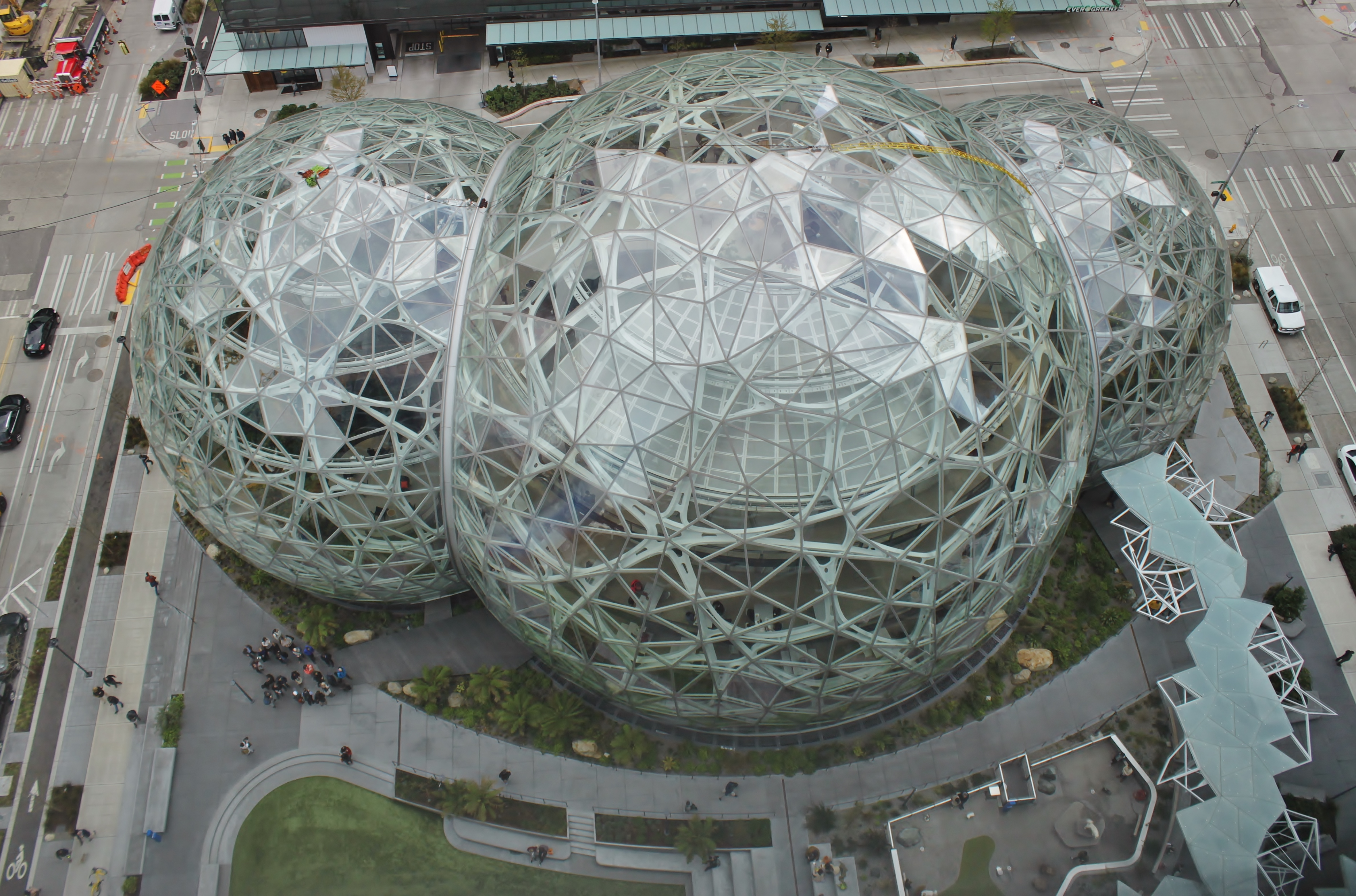
球體的俯視照
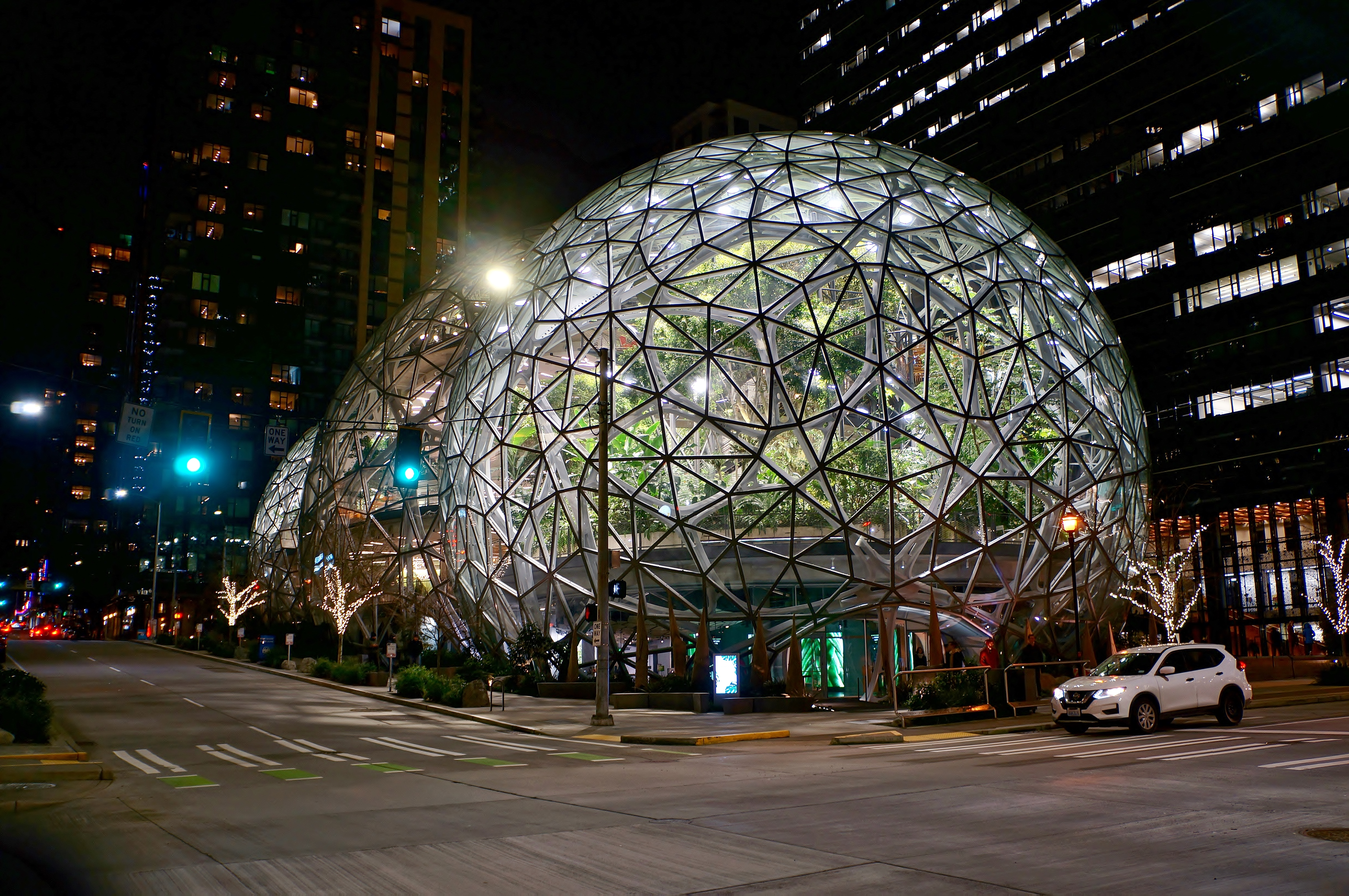
夜間拍攝的球體
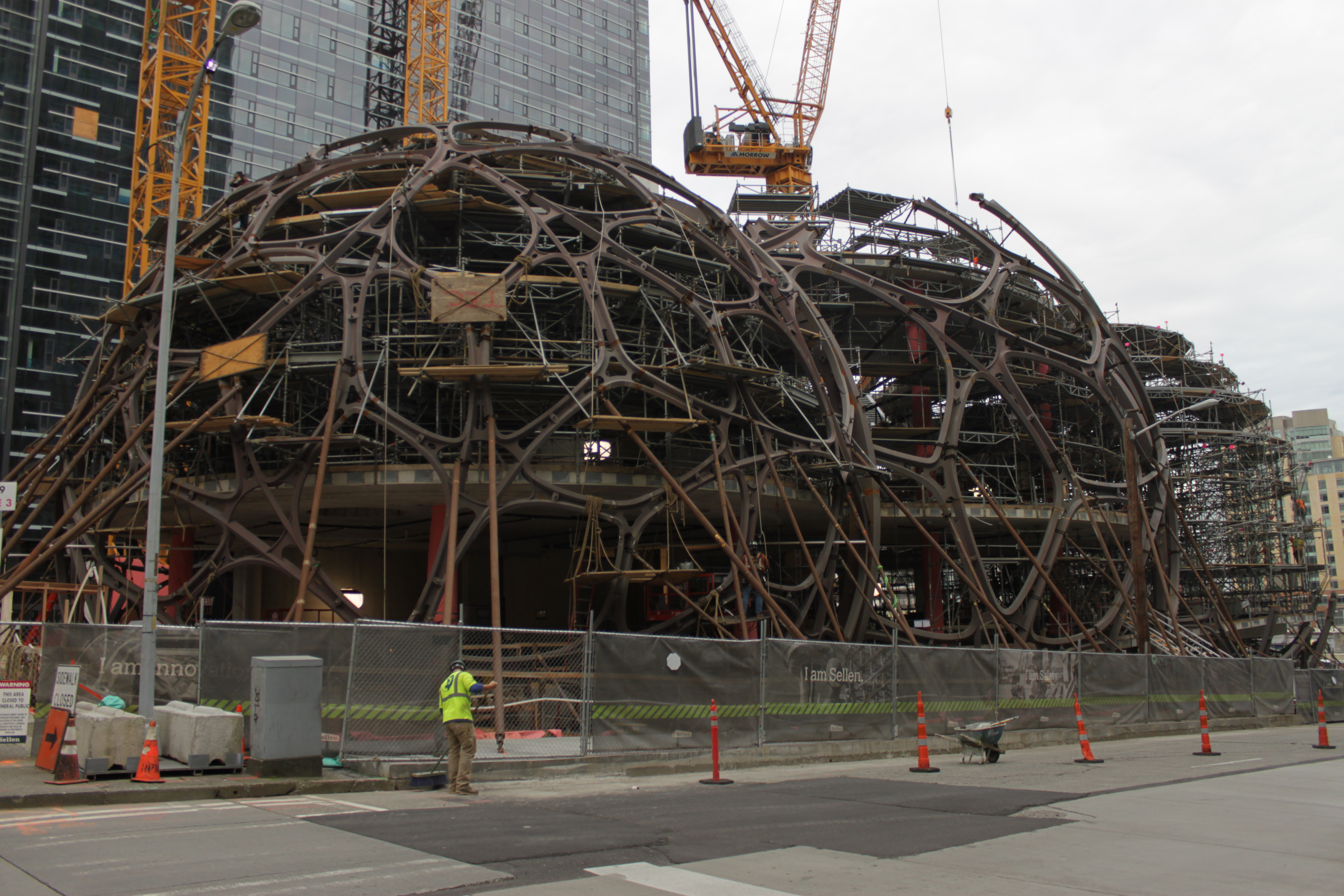
施工中尚未上漆的球體

## 外部連結
- 亞馬遜球體